# T.M.I. (South Park)
«T.M.I.» («T.A.P.» en Hispanoamérica) es el cuarto episodio de la decimoquinta temporada de la serie animada South Park, y el episodio n.º 213 en general. El episodio se estrenó en Comedy Central el 18 de mayo de 2011 en Estados Unidos. El episodio se centra en Eric Cartman siendo enviado a un control de la ira tras la protesta de lo que erróneamente cree que es la escuela de dar a conocer los tamaños del pene de los estudiantes masculinos, T.M.I fue escrito y dirigido por Trey Parker, el cocreador de la serie y clasificado TV-MA L en los Estados Unidos.

## Cronología
En la escuela primaria de South Park, Eric Cartman tiene una debate en la cafetería, maldiciendo a la escuela por exhibir los resultados del examen anual de física de los estudiantes, que demuestra el crecimiento de la estatura de cada uno, sin embargo, Cartman da a mal entender que lo que está publicado es el tamaño de los penes de cada estudiante masculino, y avergonzado, porque su tamaño es el más pequeño y más corto que su longitud real, organiza la medición de todos los penes de sus compañeros masculinos y publica sus propias conclusiones en el pasillo. Él es llamado entonces a la oficina de la directora Victoria y explica sobre la realidad de la lista publicada, por si fuera poco, Cartman ha descubierto que su pene es realmente el más pequeño de todos los chicos de la escuela. La directora señala que el enojo de Cartman conduce generalmente a ese tipo de reacción exagerada y problemática (¡Y esta vez, has hecho a ti mismo!) y lo envía a una sesión de consulta con un psiquiatra después de que la maldice a cabo. Cartman se pone a prueba para ver cómo se enfrenta a su enojo, mientras que el psiquiatra intenta incitar a él en enojo con insultos sobre su obesidad, que normalmente iría balístico sobre tales bromas, parece tomarse con calma mientras mensajea por teléfono. El terapeuta concluye que Cartman es el niño más tranquilo que ha conocido, la secretaria tiene un llamado de la esposa del terapeuta diciendo que acaba de recibir un texto (enviado por Mitch Connor) que implican al psiquiatra en una relación con una niña de 14 años de edad a través de Internet antes de suicidarse. Cartman responde de manera amenazante al psiquiatra, "No soy gordo, soy de huesos grandes."
Poco después, Cartman es enviado a una clase de control de ira, que comparte con un número de otras personas, como Tuong Lu Kim, Michael, y un miembro del movimiento “Fiesta del té”. Pronto se hace evidente que cada persona en la clase tiene problemas con su tamaño del pene (incluso la hembra masculina del grupo). Mientras tanto, Randy Marsh da una charla a la clase de cuarto grado sobre el comportamiento sexual humano, presentando una fórmula ridículamente compleja para calcular el "tamaño del pene ajustado” que transforma la longitud media del pene por encima del promedio, que se explica matemáticamente como:   ((L×d)+WG)∠α2t=T.M.I.  que se traduce a: Largo multiplicado por el diámetro más el peso sobre el grosor, divididos por el ángulo de la punta al cuadrado.
Luego, la directora de salud pública de los Estados Unidos ofrece su propia charla en clase para corregir la información errónea de Randy, que presenta el gobierno oficial, representada de la siguiente forma: 
(L×G∠A∘)÷(MW)=T.M.I.. que se traduce a: Longitud multiplicada por grosor, sobre el ángulo del tallo dividido por la masa sobre la anchura.
Pero esto induce al padre de Stan a golpearla frente de la clase. Esto resulta en la asistencia a clase de control de ira de Cartman, donde ambos incitan al grupo a la revuelta contra el gobierno federal.
Randy y los demás allanan en un centro de envío “FedEx”, creyendo equivocadamente que era una oficina del gobierno, Randy nombra al grupo “el partido enojado e iracundo” y presentan sus demandas a una audiencia televisiva nacional: la dimisión de la directora de salud pública, la verdadera acta de nacimiento de Obama, que sus madres dejen de molestarlos y que Kyle se joda. El movimiento se extiende por todo el país, con otras oficinas de FedEx siendo invadidos. Incluso Butters se une en cuando su T.A.P. entra en el rango de micropene. En respuesta, el psiquiatra de Cartman desarrolla una teoría que el verdadero origen de la ira de todo el mundo es su vergüenza de tener un pene muy pequeño. Después de que él informa a la directora de salud, se dirige a la televisión nacional de aquel país, mencionando que aunque la fórmula del gobierno para el cálculo de T.A.P. es exacta, que el valor "promedio" nacional ha sido redefinido de 15 cm a 3,8 cm. El padre de Stan y los demás obtuvieron la victoria proclamando que “América está de vuelta”, pero Cartman aún sigue enojado porque el tamaño de su pene está debajo del promedio.

## Recepción
En su emisión original el 18 de mayo de 2011, T.M.I fue visto por 2.415 millones de televidentes, según Nielsen Media Research.
The AV Club, IGN y “Assignment X” dieron críticas realmente positivas, Sean O’Neil de “The A.V. Club” calificó al episodio un A- y elogiado como un episodio basado de un personaje que “logró convertir el minuto, los sucesos ridículos en un pequeño pueblo de Colorado en un microcosmos de lo que sucede en el país". Ramsey Iser de IGN opinó que “T.M.I.” resultó ser "Un episodio sólido con muchas cosas que gustan", pero no “tope de línea del material South Park” y calificó un 8/10. Carl Cortez de “Assignment X” escribió que “T.M.I no es un episodio que haya sido perfecto, sino muy bueno” y lo comparó favorablemente con los dos episodios anteriores. Él alabó por su sencillez y "la locura de inspiración que hace South Park tan maravilloso".